# دانيال ك. ريختر
دانيال ك. ريختر (بالإنجليزية: Daniel K. Richter)‏ هو مؤرخ أمريكي، ولد في 15 أكتوبر 1954 في إيري في الولايات المتحدة.

## وصلات خارجية
- دانيال ك. ريختر على موقع IMDb (الإنجليزية)